# Ptiloglossa aenigmatica
Ptiloglossa aenigmatica là một loài Hymenoptera trong họ Colletidae. Loài này được Moure mô tả khoa học năm 1945.